# Oekraïense Nationale Unie
De Oekraïense Nationale Unie ook wel ONU (Oekraïens: Український Національний Союз) is een extreemrechtse, paramilitaire, nationalistische Oekraïense politieke partij, door sommigen ook gekenschetst als fascistisch of neonazistisch. De partij heeft zo'n 1.000 leden, leider van de partij Vitaly Krivosjejev. De partij werd opgericht in 2009.

## Geschiedenis
De organisatie van de Oekraïense Nationale Unie werd opgericht op 19 december 2009 in Charkov. Het staat bekend om haar xenofobe, antisemitische, racistische en vooral homofobe standpunten. Tot 25 mei 2012 was Oleg Goltvyansky de leider van de organisatie. Na zijn arrestatie werd Vitaly Krivosheev de leider van de Oekraïense Nationale Unie. Op 27 april 2013 kondigde Krivosjejev de oprichting van een Oekraïense Sociaal-Nationalistische Partij aan. De achterban van de Oekraïense Nationale Unie vormde een belangrijk onderdeel van de demonstranten tijdens de Euromaidan (2013–2014) en de Revolutie van de Waardigheid (2014). De vechters van ONU waren tijdens de Oorlog in Oost-Oekraïne actief in de strijd tegen de separatisten. Oleg Goltvyansky kreeg bij de verkiezingen in 2015, 8,8% van de stemmen in de gemeenteraad van Lyubotin, een stadje van 20.000 inwoners bij Kharkiv.